# Otto von Görschen

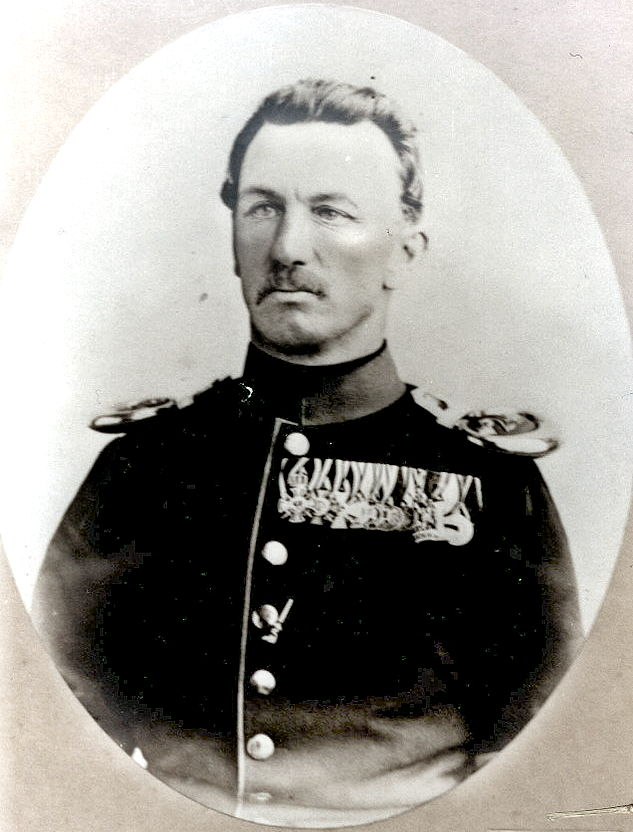
Otto Ferdinand von Görschen

Otto Friedrich Ferdinand von Görschen (* 12. April 1824 in Neuruppin; † 8. Juni 1875 in Eberswalde) war ein preußischer Oberstleutnant.

## Leben
Er war der Sohn des preußischen Oberstleutnants August Friedrich von Görschen (1794–1866) und dessen Ehefrau Dorothea Caroline, geborene von Horn (1799–1873). Sie war eine Enkelin des Generalleutnants Christian Siegmund von Horn.

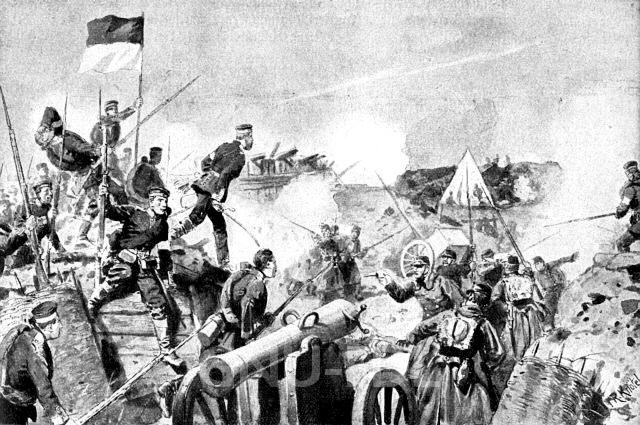
Görschen als Kommandant bei der Erstürmung der Düppeler Schanzen

Görschen trat in die Preußische Armee ein und durchlief zunächst eine Offizierslaufbahn im 24. Infanterie-Regiment, in welchem bereits sein Vater gedient hatte. Hier wurde er 1864 zum Hauptmann befördert und zum Chef der 6. Kompanie ernannt. Als solcher war er im gleichen Jahr während des Krieges gegen Dänemark maßgeblich am Übergang nach Alsen und dem Sturm auf die Düppeler Schanzen beteiligt. Für seine Leistungen zeichnete ihn König Wilhelm I. mit dem Roten Adlerorden IV. Klasse mit Schwertern, dem Kronenorden IV. Klasse mit Schwertern sowie dem Ritterkreuz des Königlichen Hausordens von Hohenzollern mit Schwertern aus. Die Verbündeten ehrten ihn mit dem Mecklenburgischen Militärverdienstkreuz II. Klasse sowie dem Orden der Eisernen Krone III. Klasse mit Kriegsdekoration.
Am 16. Januar 1866 folgte Görschens Versetzung in das 8. Brandenburgische Infanterie-Regiment Nr. 64. Mit diesem Verband nahm er 1866 im Krieg gegen Österreich als Chef der 7. Kompanie an der Schlacht bei Königgrätz teil. Mit seiner Beförderung zum überzähligen Major war er 1868 im Regimentstab tätig. Als Kommandeur des II. Bataillons erwarb er während des Krieges gegen Frankreich 1870/71 beide Klassen des Eisernen Kreuzes. In Genehmigung seines Abschiedsgesuches wurde er 1874 als Oberstleutnant mit der gesetzlichen Pension zur Disposition gestellt.

## Familie
Otto Friedrich Ferdinand von Görschen war verheiratet mit Emma Clara Helene Riedel (1845–1924), Tochter des Archivars, Historiker und Politikers Adolph Friedrich Johann Riedel (1809–1872) und der Anna Paulina Höfer (1816–1889). Aus dieser Ehe gingen drei Kinder hervor. Nach Ottos frühem Tod verheiratete sich seine Witwe, die im Übrigen eine begnadete Pianistin und Schülerin von Franz Liszt war, in zweiter Ehe mit Eduard Tempeltey (1832–1919).

## Erwähnungen
- Otto von Görschen ist die vorderste Figur auf dem Gemälde Übergang nach Alsen – Georg Bleibtreu (Berlin, N.-G.); Camphausen (Kunsthalle Bremen).
- Ferner ist er porträtiert auf dem Gemälde Sturm auf die Düppeler Schanzen von Fritz Schütz. Sein Name und Dienstgrad ist auf dem Rahmen des Gemäldes eingraviert.
- Otto von Görschen ist erwähnt in den Gedichten von Theodor Fontane und im Roman Quitt sowie in den Bilderbogen aus meinem Leben von Hugo Bartsch.